# Richard Anders
Richard Anders (3 de Janeiro de 1915 - 9 de Setembro de 1993) foi um oficial alemão que serviu na  durante a Segunda Guerra Mundial. Foi condecorado com a Cruz de Cavaleiro da Cruz de Ferro.